# Blommenkinders
Blommenkinders is een hitsingle uit 1967 van Armand. Het lied is de opvolger van Ben ik te min?. Het lied is afkomstig van zijn tweede gelijknamige album Blommenkinders.
Blommenkinders leg die stiletto's weg, 
Vergeet die bloedige taferelen, 
Want geuren en kleuren zijn de nieuwe wereldmacht
Vechten gaat zo gauw vervelen— Armand, refrein van Blommenkinders
Vlak voor Armands overlijden liet hij zijn wens blijken; alle Blommenkinders met één bloem voor hem bij de uitvaart in de Effenaar.

## Hitnoteringen

### Top40
| Nummer | 36 | 25 | 19 | 22 | 23 | 29 | 26 | uit |

### Evergreen Top 1000
| Evergreen Top 1000 "Blommenkinders" | Evergreen Top 1000 "Blommenkinders" | Evergreen Top 1000 "Blommenkinders" | Evergreen Top 1000 "Blommenkinders" | Evergreen Top 1000 "Blommenkinders" | Evergreen Top 1000 "Blommenkinders" | Evergreen Top 1000 "Blommenkinders" | Evergreen Top 1000 "Blommenkinders" | Evergreen Top 1000 "Blommenkinders" | Evergreen Top 1000 "Blommenkinders" | Evergreen Top 1000 "Blommenkinders" |
| Jaar                                | 2008                                | 2009                                | 2010                                | 2011                                | 2012                                | 2013                                | 2014                                | 2015                                | 2016                                | 2017                                |
| ----------------------------------- | ----------------------------------- | ----------------------------------- | ----------------------------------- | ----------------------------------- | ----------------------------------- | ----------------------------------- | ----------------------------------- | ----------------------------------- | ----------------------------------- | ----------------------------------- |
| Positie                             | -                                   | -                                   | -                                   | -                                   | -                                   | -                                   | -                                   | 816                                 | 679                                 | -                                   |

### NPO Radio 2 Top 2000
| Nummer met noteringen in de NPO Radio 2 Top 2000 | '05  | '06  | '07  | '08  | '09-'14 | '15  |
| ------------------------------------------------ | ---- | ---- | ---- | ---- | ------- | ---- |
| Blommenkinders                                   | 1493 | 1764 | 1461 | 1869 | -       | 1421 |

1. ↑  Een '-' betekent dat het nummer niet was genoteerd en een vetgedrukt getal geeft de hoogste notering aan.
2. ↑  2005 was het eerste jaar met een notering voor dit nummer.
3. ↑  Deze tabel is bijgewerkt tot en met de laatste editie (2024).